# Rotspon
Le Lübecker Rotspon,, ou Rotspon, est un vin originaire de Lübeck. C'est un bordeaux dont les qualités organoleptiques ont été modifiées lors du transport maritime, qui s'effectue en fûts. Cette spécialité, qui existe depuis le XIIIe siècle, est mise en bouteilles à Lübeck.

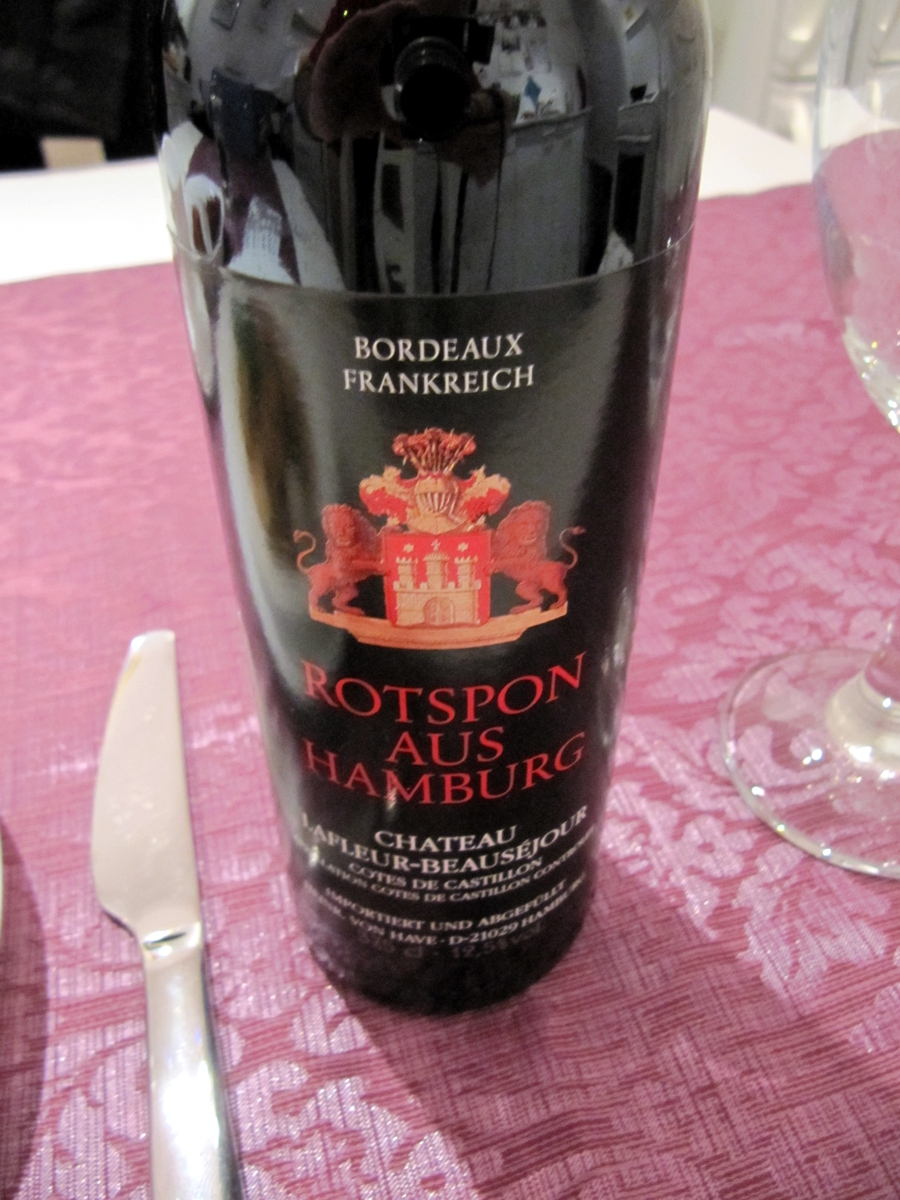
Bouteille de Rotspon aus Hamburg.

Le Rotspon ne se produit pas uniquement à Lübeck. Le plus ancien cellier de Hambourg, GH Wehber & Co., produit également du Rotspon depuis plus d'un siècle.

## Étymologie
Le vin doit son nom à sa couleur, Rotspon signifiant « bois rouge » en vieil allemand.

## Histoire
Dès le XVe siècle, les commerçants de la Hanse, qui font acheminer beaucoup de sel des côtes ouest françaises par voie maritime, utilisent leurs fûts en chêne de bonne facture et leurs navires pour importer du vin bordelais. À la fin du XVe siècle, la ville de Lübeck importe près de 1,5 million de litres de vin bordelais par an stockés dans plus de 200 caves. Au XVIIe siècle, Thomas Fredenhagen systématise la méthode de vinification de Lübeck. 
Napoléon aurait préféré le Rotspon au vin bordelais. Le magasin Carl Tesdorpf qui opère depuis 1678 est le seul distributeur de Rotspon.

## Culture populaire
L'écrivain allemand Thomas Mann vante les mérites du Rotspon dans son roman Les Buddenbrook paru en 1901.
Le Rotspon est une récompense des régatiers de la semaine de Travemünde.
Le critique de vin Robert Parker, qui a suivi les crus du Rotspon pendant plus de 30 ans, a reconnu l'année 2009 comme étant le meilleur cru qu'il ait goûté.